# Aristocratie ouvrière
 (juillet 2020).
Le terme « aristocratie ouvrière », ou prolétariat-bourgeois, désigne, dans le vocabulaire marxiste, la couche la mieux payée de la classe ouvrière. Ce concept est déjà utilisé par Marx dans Le Capital. Il est utilisé par Lénine dans son analyse de l'impérialisme : « La période de l'impérialisme est celle du partage du monde entre les "grandes" nations privilégiées qui oppriment toutes les autres. Des miettes du butin provenant de ces privilèges et de cette oppression échoient, sans nul doute, à certaines couches de la petite bourgeoisie, ainsi qu'à l'aristocratie et à la bureaucratie de la classe ouvrière. » Le concept est également utilisé par Trotski dans son analyse du stakhanovisme.
On trouve déjà cette expression employée par l'anarchiste Bakounine en 1872, justement contre les marxistes de l'époque auxquels il reproche d'accorder une trop grande importance à l'avant-garde organisée : « Pour moi le fleuron du prolétariat n'est pas, comme pour les marxistes, sa couche supérieure, l'aristocratie ouvrière, ceux qui sont les plus cultivés, qui gagnent plus et vivent plus confortablement que les autres travailleurs. »

## Prolétariat-bourgeois
Dans sa lettre à Siegfried Mayer et August Vogt du 9 avril 1870, Marx précise que la bourgeoisie divise le prolétariat selon les frontières nationales, et favorise une nationalité au préjudice d’une autre, afin d'empêcher l’union internationale des travailleurs et maintenir sa domination de classe sur l'ensemble du prolétariat. Marx décrit la stratégie de la bourgeoisie d'exciter les prolétaires anglais contre les prolétaires irlandais immigrés, en offrant des privilèges aux ouvriers anglais tout en menaçant ces mêmes privilèges par la concurrence des ouvriers de nationalités différentes.
Dans sa préface à l’édition allemande de 1892 de La situation de la classe laborieuse en Angleterre, Engels explique que le capitalisme anglais était passé à une nouvelle phase après 1848 : délaissant les petits profits tirés de l'escroquerie de ses clients et des ouvriers, les capitalistes étaient passés à une exploitation en grand, couverte par le pouvoir de l’État et nécessitant une certaine stabilité sociale. Ce faisant, il était tolérable d’augmenter les salaires et d'améliorer la situation de certains ouvriers, afin d’éviter les grèves et de régulariser la production. Cela permettait d'augmenter les profits de l'ensemble des capitalistes en tant que classe par l’augmentation de la production, et non en se battant sans fin contre les ouvriers et les concurrents.
Cependant, le développement du capitalisme étant inégal, cela créée aussi une situation inégale des ouvriers en fonction de leur pays ou de leur secteur d’activité. Cette inégalité peut-être aussi grande que des décennies de luttes ouvrières, les nations étant entraînés sur le marché mondial à différents stades d’évolution du capitalisme national et international.
Dans son article « L'impérialisme et la scission du socialisme » et au chapitre 8 de L'Impérialisme, stade suprême du capitalisme, Lénine décrit la combinaison impérialiste de l'inégalité internationale entre les ouvriers, selon laquelle les impérialistes sur-exploitent les travailleurs des pays dominés afin de leur extorquer un « sur-profit », surprofit qui sera partagé entre la bourgeoisie et le prolétariat-bourgeois des métropoles.
Ainsi, même dans l'hypothèse où des ouvriers auraient la même qualification et travailleraient dans des entreprises de niveau technique similaire, le salaire d’un ouvrier d’un pays dominé sera quand même inférieur à celui d’un ouvrier de la métropole, car l'impérialisme distord les lois de la concurrence en empêchant le premier d’immigrer dans le pays du second. Cela permet de garder à distance les prolétaires les plus exploités — et potentiellement les plus révolutionnaires — et de garder autour des centres du pouvoir une majorité de prolétaires dociles et corrompus.
Après la révolution d'Octobre, s'est posée la question de savoir si le prolétariat-bourgeois allait se fondre dans la masse du prolétariat ou au contraire s'en détacher jusqu'à fusionner avec la bourgeoisie. C'est l'hypothèse de Trotsky dans La Révolution trahie. La gauche communiste considère pour sa part la bureaucratie stalinienne comme une véritable bourgeoisie, et rejette le concept de prolétariat-bourgeois.
A contrario, d'autres théoriciens, comme ceux du mouvement technocratique, ont envisagé que la caste des ingénieurs, gestionnaires et techniciens pourrait être en fait une véritable classe sociale en formation, une classe qui allait s'emparer du pouvoir et réorganiser la société à son profit dans une économie planifiée où les classes continueraient d’exister.
Jusqu'à présent, cette hypothèse ne s’est pas réalisée : les éléments privilégiés du prolétariat restent, comme l’ensemble du prolétariat, extrêmement divisés et subordonnés à la bourgeoisie à travers le salariat ; ils ne s'élèvent à la tête de la société qu'en devenant eux-mêmes capitalistes, en créant des entreprises comme Google, Facebook ou Alibaba et ils n'ont pas de perspective révolutionnaire.